# Гиланская гробница
Гиланская гробница (азерб. Gilan türbəsi) — памятник, расположенный на территории древнего города Хараба-Гилян в Ордубадском районе Нахичеванской Автономной Республики. Гробница была обнаружена в 1979 году. 

## Архитектурные особенности
Гиланская гробница расположена на склоне большого холма. Верхняя башня гробницы разрушена, курган же остался в хорошей сохранности. Снаружи гробница является прямоугольной. Структура внутренней части гробницы - восьмиугольная. Внутри гробницы можно заметить пристроенную позже ступень, которая не соответствует общей архитектурной композиции. Хранилище Гиланской гробницы по своей структуре отличается от широко распространенных в Азербайджане и приграничных странах средневековых архитектурных памятников.
В центре гробницы стоит массивная, расширяющаяся кверху восьмигранная колонна, являющаяся мощным акцентом композиции. На территории Азербайджана похожее архитектурное решение прослеживается только в двух памятниках - Гробница Гырмызы Кумбед (1148) и Мавзолей Момине хатун (1186). Все три памятника относятся к Нахичеванской архитектурной школе. Расстояние между параллельными гранями составляет 530 см. Вход в склеп с восточной стороны. 
Гиланская гробница была построена из плоских кусков камня, вырытых в окружающих скалах. По сравнению с внутренними, внешние камни были тщательно обработаны, а кладка выполнена аккуратно. Потолок и пол в интерьере, а также промежутки кладки на колонне оштукатурены белым раствором. Неровности и естественные размеры камней создают оригинальную гармонию с общей композицией интерьера. 
Над Гиланской гробницей возвышалась кубическая башня из кирпича, украшенная сложными геометрическими узорами. Однако до наших дней сохранились лишь небольшие фрагменты башни. 

## Исследование
Не сохранились источники свидетельствующие о времени постройки гробницы. Однако по вышеупомянутым архитектурным особенностям, фрагментам архитектурных украшений, геометрическим узорам возможно предположить, к какому периоду могла бы быть отнесена Гиланская гробница. Архитектурный стиль Гиланской гробницы соответствует архитектурному стилю погребальных храмов, построенных в XII веке в Центральном Азербайджане. Гиланская гробница может быть отнесена к периоду не ранее XV в. 